# Ляга (приток Ирбита)
Ля́га — река в России, протекает по Свердловской области. Исток на границе Сухоложского и Камышловского районов области. Устье реки находится в 88 км по правому берегу реки Ирбит, у села Килачёвское Ирбитского района. Длина реки составляет 67 км, площадь водосборного бассейна 912 км².

## Притоки
- Камышевка
- Ольховка
- 19 км: Ермениха
- 21 км: Грязнуха
- 24 км: Липовка
- 25 км: Мостовушка
- Каменка
- Тавлатим
- Озёрная
- Смородина
- Черемшанка

## Данные водного реестра
По данным государственного водного реестра России, река Ляга относится к Иртышскому бассейновому округу, водохозяйственный участок реки — Ница от слияния рек Реж и Нейва и до устья, речной подбассейн Тобола, речной бассейн Иртыша.
Код объекта в государственном водном реестре — 14010501912111200007026.